# Вольное (Виноградовский сельский совет)
Во́льное (до 1948 года Актачи́-Каба́н; укр. Вільне, крымскотат. Aqtaçı Qaban, Акътачы Къабан) — исчезнувшее село в Сакском районе Республики Крым (согласно административно-территориальному делению Украины — Автономной Республики Крым), располагавшееся на севере района, в степной части Крыма, примерно в 3 километрах севернее современного села Виноградово.

## История
Судя по доступным историческим документам, в этом месте Крыма во времена Крымского ханства существовало селение Кабан, входившее в Каракуртский кадылык Бахчисарайского каймаканства и разделявшееся на приходы-маале: Кучук, Биюк и Актачи, но в Камеральное Описание Крыма… 1784 года, как отдельные, попали только Кучук и Биюк. Видимо, во время присоединения Крыма к России население маале Актачи выехало в Турцию, поскольку в ревизских документах конца XVIII — первой половины XIX веков не встречается и только на военно-топографической карте генерал-майора Мухина 1817 года деревня Кучук кабан актачи обозначена, как пустующая. После создания 8 (20) октября 1802 года Таврической губернии, эта часть территориально находилась в составе Урчукской волости Евпаторийского уезда. На карте 1836 года в деревне 8 дворов, а на карте 1842 года Актачи обозначен условным знаком «малая деревня» (это означает, что в нём насчитывалось менее 5 дворов.
Десятинное село (земля арендовалась за 1/10 часть урожая) крымских немцев лютеран на 1000 десятин земли было основано на месте Кучук-Кабан-Актачи в Абузларской волости Евпаторийского уезда в 1866 году. По «Памятной книге Таврической губернии 1889 года», по результатам Х ревизии 1887 года, в деревне Кабань-Актачи числилось уже 14 дворов и 82 жителя.
Земская реформа 1890-х годов в Евпаторийском уезде прошла после 1892 года, в результате Актачи-Кабан (записано, как Кабан-Актачи) приписали к Кокейской волости. По «…Памятной книжке Таврической губернии на 1900 год» в деревне числилось 84 жителя в 19 дворах, в 1905 году — 85 человек. По Статистическому справочнику Таврической губернии. Ч.II-я. Статистический очерк, выпуск пятый Евпаторийский уезд, 1915 год, в деревне Кабан-Актачи Кокейской волости Евпаторийского уезда числилось 22 двора (6 дворов с землёй, 16 — безземельные) с немецким населением в количестве 66 человек приписных жителей и 23 — «посторонних», из которых 48 мужчин и 41 женщина. Жители владели 900 десятинами удобной земли. В хозяйствах имелось 110 лошадей, 30 коров и 40 голов мелкого скота.
После установления в Крыму Советской власти, по постановлению Крымревкома от 8 января 1921 года № 206 «Об изменении административных границ» была упразднена волостная система и село вошло в состав Евпаторийского района Евпаторийского уезда, а в 1922 году уезды получили название округов. 11 октября 1923 года, согласно постановлению ВЦИК, в административное деление Крымской АССР были внесены изменения, в результате которых округа были отменены и произошло укрупнение районов — территорию округа включили в Евпаторийский район. Согласно Списку населённых пунктов Крымской АССР по Всесоюзной переписи 17 декабря 1926 года, в селе Кабан-Актачи, Биюк-Кабанского сельсовета Евпаторийского района, числилось 23 двора, все крестьянские, население составляло 115 человек, из них 109 татар и 6 русских. После создания 15 сентября 1931 года Фрайдорфского (переименованного в 1944 году в Новосёловский) еврейского национального района, Актачи-Кабань включили в его состав. Вскоре после начала Великой Отечественной войны, 18 августа 1941 года крымские немцы были выселены, сначала в Ставропольский край, а затем в Сибирь и северный Казахстан.
С 25 июня 1946 года Актачи-Кабань в составе Крымской области РСФСР. Указом Президиума Верховного Совета РСФСР от 18 мая 1948 года, Актачи-Кабань переименовали в Вольное. 25 июля 1953 года Новоселовский район был упразднён и село вновь включили в состав Евпаторийского. Время включения в состав Новосёловского сельсовета пока не установлено: на 15 июня 1960 года село уже числилось в его составе. 1 января 1965 года, указом Президиума ВС УССР «О внесении изменений в административное районирование УССР — по Крымской области», Евпаторийский район был упразднён и село включили в состав Сакского (по другим данным — 11 февраля 1963 года). С 1966 года село в Виноградском сельсовете. Ликвидировано к 1985 году, поскольку в списках ликвидированных после этой даты населённых пунктов не значится.